# Yasuko Fujiwara
Yasuko Fujiwara es una deportista japonesa que compitió en natación sincronizada. Ganó seis medallas en el  Campeonato Mundial de Natación entre los años 1973 y 1978.

## Palmarés internacional
| Campeonato Mundial | Campeonato Mundial      | Campeonato Mundial | Campeonato Mundial |
| Año                | Lugar                   | Medalla            | Prueba             |
| ------------------ | ----------------------- | ------------------ | ------------------ |
| 1973               | Belgrado (Yugoslavia)   | Medalla de bronce  | Dúo                |
| 1973               | Belgrado (Yugoslavia)   | Medalla de bronce  | Equipo             |
| 1975               | Cali (Colombia)         | Medalla de bronce  | Dúo                |
| 1975               | Cali (Colombia)         | Medalla de bronce  | Equipo             |
| 1978               | Berlín Occidental (RFA) | Medalla de plata   | Dúo                |
| 1978               | Berlín Occidental (RFA) | Medalla de plata   | Equipo             |